# Hugo Friedhofer
Hugo Wilhelm Friedhofer (San Francisco, 3 mei 1901 – Los Angeles, 17 mei 1981) was een Amerikaans componist van filmmuziek.

## Levensloop
Hugo Friedhofer werd geboren als kind van Duits-Amerikaanse musici. Hij leerde cello spelen op 13-jarige leeftijd. Na zijn opleiding aan de universiteit van Berkeley, ging hij als cellist aan de slag bij het People's Symphony Orchestra. Vanaf 1929 was Friedhofer werkzaam in Hollywood als filmpianist. In datzelfde jaar werd hij door de filmstudio Fox in dienst genomen als arrangeur. Toen hij er in 1935 zijn baan verloor, ging hij werken voor de componist Erich Korngold. In 1942 werd hij door Alfred Newman als componist in dienst genomen voor de pas opgerichte muziekafdeling van de filmmaatschappij 20th Century Fox. In 1947 won hij een Oscar met zijn muziek voor de prent The Best Years of Our Lives. Hij werd in totaal negen keer genomineerd voor een Oscar.
Friedhofer was getrouwd met de pianiste Elizabeth Barrett. Ze kregen samen twee kinderen.

## Filmografie
- 1930: The Dancers
- 1938: The Adventures of Marco Polo
- 1938: Topper Takes a Trip
- 1942: China Girl
- 1943: Chetniks! The Fighting Guerrillas
- 1943: They Came to Blow Up America
- 1943: Paris After Dark
- 1944: Lifeboat
- 1944: The Lodger
- 1944: Roger Touhy, Gangster
- 1944: Home in Indiana
- 1944: Wing and a Prayer
- 1946: The Bandit of Sherwood Forest
- 1946: So Dark the Night
- 1946: The Best Years of Our Lives
- 1947: Body and Soul
- 1947: Wild Harvest
- 1947: The Bishop's Wife
- 1948: The Swordsman
- 1948: Adventures of Casanova
- 1948: Enchantment
- 1948: Joan of Arc
- 1948: Sealed Verdict
- 1949: Bride of Vengeance
- 1950: Guilty of Treason
- 1950: The Sound of Fury
- 1950: Two Flags West
- 1950: Edge of Doom
- 1950: Broken Arrow
- 1950: Captain Carey, U.S.A.
- 1950: No Man of Her Own
- 1950: Three Came Home
- 1951: Queen for a Day
- 1951: Ace in the Hole
- 1952: The Marrying Kind
- 1952: The Outcasts of Poker Flat
- 1952: Lydia Bailey
- 1952: Above and Beyond
- 1952: Thunder in the East
- 1953: Man in the Attic
- 1953: Hondo
- 1954: Vera Cruz
- 1955: The Rains of Ranchipur
- 1955: The Girl in the Red Velvet Swing
- 1955: Seven Cities of Gold
- 1955: Soldier of Fortune
- 1955: Violent Saturday
- 1955: White Feather
- 1956: Between Heaven and Hell
- 1956: The Revolt of Mamie Stover
- 1956: The Harder They Fall
- 1957: The Sun Also Rises
- 1957: An Affair to Remember
- 1957: Boy on a Dolphin
- 1958: The Young Lions
- 1958: In Love and War
- 1958: The Barbarian and the Geisha
- 1959: Never So Few
- 1959: The Blue Angel
- 1959: This Earth Is Mine
- 1959: Woman Obsessed
- 1961: Homicidal
- 1961: One-Eyed Jacks
- 1962: Beauty and the Beast
- 1962: Geronimo
- 1964: The Secret Invasion
- 1969: The Over-the-Hill Gang
- 1971: Von Richthofen and Brown
- 1972: Die Sister, Die!
- 1972: Private Parts